# Dorothy Yost
Dorothy Yost Cummings née le 25 avril 1899 à St. Louis (Missouri), et morte le 10 juin 1967 à Monrovia (Californie), est une  scénariste dont la carrière a duré de l'ère du film muet jusqu'à l'ère du son. Au cours de sa vie, elle a travaillé sur plus de 90 films, dont ses propres scénarios.

## Filmographie
- 1920 : À ton bonheur (Flames of the Flesh) d'Edward LeSaint
- 1920 :  Pour l'âme de Raphaël (For the Soul of Rafael) de Harry Garson
- 1921 : Janette et son Prince  (Lovetime) de Howard M. Mitchell
- 1921 : Ever Since Eve
- 1921 : Queenie de Howard M. Mitchell
- 1921 : Cinderella of the Hills  de Howard M. Mitchell
- 1921 : Jackie de John Ford
- 1921 : One Man in a Million
- 1922 : Little Miss Smiles de John Ford
- 1922 : The New Teacher
- 1922 : Youth Must Have Love
- 1923 : The Footlight Ranger
- 1923 : Cause for Divorce
- 1923 : When Odds Are Even
- 1923 : Kentucky Days
- 1924 : Traffic in Hearts
- 1924 : Broadway or Bust
- 1924 : Romance Ranch de Howard M. Mitchell
- 1924 : My Husband's Wives
- 1924 : The Star Dust Trail
- 1925 : L'Appât de l'or (The Hunted Woman) de Jack Conway
- 1925 : La Merveilleuse Aventure (Marriage in Transit) de Roy William Neill
- 1925 : She Wolves
- 1925 : La Fille de Négofol (Kentucky Pride) de John Ford
- 1926 : The Millionaire Policeman
- 1926 : Fils de l'orage (Wings of the Storm) de John G. Blystone
- 1927 : Hills of Kentucky
- 1927 : Enemies of Society
- 1927 : The Harvester
- 1927 : Little Mickey Grogan
- 1927 : Judgment of the Hills
- 1928 : Fangs of the Wild (en) de Jerome Storm
- 1928 : Wallflowers
- 1928 : The Little Yellow House
- 1930 : Le Démon de la mer (The Sea Bat) de Lionel Barrymore et Wesley Ruggles
- 1930 : What Men Want
- 1933 : Hello, Everybody!
- 1934 : La Joyeuse Divorcée (The Gay Divorcee) de Mark Sandrich
- 1935 : Laddie de George Stevens
- 1935 : A Dog of Flanders de Edward Sloman
- 1935 : Désirs secrets (Alice Adams) de George Stevens
- 1935 : L'Enfant de la forêt (Freckles) d'Edward Killy et William Hamilton
- 1936 : Murder on a Bridle Path
- 1936 : M'Liss
- 1936 : Sur les ailes de la danse (Swing Time) de George Stevens
- 1937 : Racing Lady
- 1937 : Too Many Wives
- 1937 : There Goes the Groom
- 1939 : La Grande Farandole (The Story of Vernon and Irene Castle) de H. C. Potter
- 1939 : Chantage (Blackmail) de H. C. Potter
- 1939 : Bad Little Angel
- 1940 : Sporting Blood de S. Sylvan Simon
- 1940 : Forty Little Mothers de Busby Berkeley
- 1941 : Les Oubliés (Blossoms in the Dust) de Mervyn LeRoy (non créditée)
- 1945 : Jupiter (Thunderhead, Son of Flicka) de Louis King
- 1946 : Smoky de Louis King
- 1948 : The Strawberry Roan (en) de John English
- 1948 : Loaded Pistols (en) de John English
- 1949 : The Cowboy and the Indians (en) de John English
- 1949 : Le Chat sauvage (The Big Cat) de Phil Karlson
- 1953 : Saginaw Trail (en)  de George Archainbaud
- 1966 : Le Dompteur de l'Arizona (Smoky) (adapté du roman Smoky) de George Sherman